# 적인걸 2: 신도해왕의 비밀
《적인걸 2: 신도해왕의 비밀》(狄仁傑 2: 神都海王의 祕密, 중국어: 狄仁杰之神都龙王)은 2013년 공개된 중국의 영화로, 2010년 영화 《적인걸: 측천무후의 비밀》의 프리퀄 작품이다.

## 줄거리
660년, 동중국해에서 정체불명의 바다 괴물이 중국 함대를 공격하여 많은 배가 파괴되고 큰 피해를 입는다. 무측천은 10일 안에 괴물의 정체를 밝히지 못하면 처형하겠다는 조건으로 대리시의 유치에게 조사를 명령한다. 한편, 젊은 적인걸은 대리시에 합류하기 위해 수도 낙양에 도착한다. 우연히 그는 바다 괴물에게 바칠 제물인 기녀 은예희를 납치하려는 계획을 엿듣게 된다. 적인걸은 납치범들과 싸우던 중, 은예희가 다른 형태의 인간형 바다 괴물에게 납치되지만 구출한다. 유치는 현장에 도착하여 적인걸을 체포하고 은예희를 보호 감금한다. 감옥에서 적인걸은 의관 사타와 친해져 탈출을 돕는다.
괴물은 회복 중인 은예희를 찾아온다. 그녀는 괴물이 실종된 연인 원진임을 알고 소통하려 하지만, 가면을 쓴 무리들이 집을 공격한다. 적인걸, 유치, 사타가 합류하여 무리들을 격퇴하고 적인걸은 원진에게 공격받는다. 은예희는 갑자기 적인걸을 찌르고 자결하려 하며 원진을 도망치게 한다. 이후 은예희는 원진의 진실을 적인걸에게 이야기한다. 적인걸은 단서를 통해 공격자들이 전쟁에 시달리는 돈도국 출신이며, 원진을 이용해 황실 차에 독을 넣어 고종과 조정 신료들을 암살하려 한다는 사실을 알아낸다. 적인걸, 사타, 은예희는 야생의 원진을 찾아 제압하고 왕박에게 데려간다. 왕박은 원진이 쇠똥구리 때문에 변이되었음을 밝혀내고 치료제를 만든다. 원진은 돈도국의 수장에게 독살당한 것을 기억하고, 왕박이 만든 해독제를 통해 황실을 구한다.
이후, 그들은 대리시 내의 배신자를 찾아내고 쫓던 중, 기생충과 독으로 변이된 거대한 만타 가오리 형태의 바다 괴물을 발견한다. 한편, 무측천은 은예희가 부여국 출신이라는 이유로 감옥에 가두지만, 적인걸은 하루 안에 반란군 수령을 잡으면 은예희를 풀어주겠다는 내기를 한다. 원진이 제공한 단서를 바탕으로 적인걸과 유치는 반란군이 숨어있는 섬을 알아내고, 돈도국 반란군의 수장 화이를 처치한다. 섬에서 돌아오던 중, 바다 괴물이 함대를 공격하자 적인걸은 독을 주입한 물고기 미끼를 던져 괴물을 죽인다. 대리시는 승리하고 적인걸은 황제로부터 "용을 길들이는 철퇴"를 받고 대리시의 수장이 된다. 적인걸의 조언으로 치료된 원진과 은예희는 복수심에 불타는 무측천을 피해 도시를 떠난다.

## 출연

### 주연
- 조우정
- 풍소봉
- 임경신
- 김범
- 안젤라베이비
- 유가령

## 기타
- 촬영부: 고대환
- 촬영부: 류금정
- 촬영부: 이주연
- 촬영부: 김동주
- 수중촬영: 덱스터워크숍
- 시각효과: 김욱
- 시각효과: 김종규
- 시각효과: 김철민
- 3D프로듀서: 채수응
- 3D 카메라 오퍼레이터: 장도훈
- DIT팀: 오병주
- DIT팀: 이수진
- DIT팀: 채병용
- 시각효과부문: 한동훈
- 시각효과부문: 조찬양
- 시각효과부문: 윤나라
- 시각효과부문: 김관태
- 입체영상감독: 김재호
- 시각효과부문: 이재철
- 시각효과부문: 임소원
- 시각효과부문: 최영규
- 시각효과부문: 박진권
- 시각효과부문: 박민우
- 시각효과부문: 천주영
- 시각효과부문: 김효진